# Sibangun Meriah
Sibangun Meriah is een bestuurslaag in het regentschap Simalungun van de provincie Noord-Sumatra, Indonesië. Sibangun Meriah telt 2131 inwoners (volkstelling 2010).